# East Waterford (circonscription britannique)
Pour l’article homonyme, voir East Waterford (Pennsylvanie).
 East Waterford est une circonscription électorale du Royaume-Uni de Grande-Bretagne et d'Irlande, de 1885 à 1918.